# Orde van Ruben Dario
De Nicaraguaanse Orde van Rubén Darío werd op 16 februari 1951 voor "verdienste voor Nicaragua en de mensheid, kunst, literatuur, wetenschap en internationale relaties" ingesteld. Deze ridderorde kent behalve de in het internationale diplomatieke verkeer gebruikelijke vijf graden een tweede grootkruis. Voor staatshoofden is er een zevende graad; de keten van de Orde van Rubén Darío.
Rubén Darío (1867 - 1916), eigenlijk Felix Rubén Garcia-Sarmiento was een belangrijke Spaanstalige dichter. 

## De graden van de orde
- Keten van de Orde van Rubén Darío

Men draagt de gouden keten om de hals.
- Grootkruis met gouden ster

De grootkruisen dragen het kleinood van de orde aan een grootlint op de linkerheup en de gouden ster van de orde op de linkerborst
- Grootkruis met zilveren ster

De grootkruisen dragen het kleinood van de orde aan een grootlint op de linkerheup en de zilveren ster van de orde op de linkerborst
- Grootofficier

De Grootofficieren, dragen een kleinood aan een lint om de hals en de ster van de Orde. 
- Commandeur

De Commandeur draagt een groot uitgevoerd kleinood van de Orde aan een lint om de hals. 
- Officier

De Officier draagt een kleinood aan een lint met een rozet op de linkerborst. 
- Ridder

De Ridder draagt een kleinood aan een lint op de linkerborst.Bij de ridder is in het kleinood geen goud verwerkt.
Er zijn kruisen van de twee laagste klassen bekend die op het lint een gesp naar Spaans en Portugees voorbeeld dragen.

## De versierselen
Het kleinood is een kruis met vier gepunte armen en een medaillon waarop de dichter in goud op een blauwe achtergrond is afgebeeld. De armen zijn wit en met twee witte zwanen, een harp en het Nicaraguaanse wapen versierd. Tussen de armen van het toch al overladen kleinood zijn gouden stralen aangebracht. Op de witte ring staat "Orden ruben dario". De verhoging is een rond medaillon met het Nicaraguaanse wapen op een witte achtergrond. De ster heeft acht punten.
Het lint is blauw en wit in twee gelijke strepen.